# Forsbergs skola
Forsbergs Skola i Stockholm är en skola för grafisk formgivning, reklam, game art och game design samt copywriting. Skolan ger tvååriga heltidsutbildningar, och också kvälls- och distanskurser i ämnen som illustration, rörlig media, spelutveckling och copywriting.
Forsbergs Skola grundades hösten 1991 av Pia Forsberg, Pelle Lindberg, Karl-Erik Forsberg och Vidar Forsberg. Skolan började med en distanskurs i grafisk design. Sedan 2007 ligger skolan vid Skinnarviksringen på Södermalm.
Utbildningarna är kreativa yrkesutbildningar inom grafiks design, reklam, formgivning, copywriting och spelutveckling.

## Tidigare elever
- Eva Aggerborg
- Prins Carl-Philip
- Oscar Kylberg
- Marcus Gärde
- Mattias Kristiansson
- Lovisa Wistrand[2][3]

## Rektorer och lärare[4]
- Pia Forsberg (rektor)
- Hampus Hedelius
- Marcus Gärde
- Thomas Kurppa
- Angela Tillman
- Samira Bouabana
- Emma Tajiou
- Gustaf Garpengiesser